# Miękkoskórkowate
Miękkoskórkowate, żółwie dwupazurzaste, żółwie miękkoskóre (Carettochelyidae) – rodzina żółwi skrytoszyjnych. Jedynym żyjącym przedstawicielem jest miękkoskórek dwupazurzasty (Carettochelys insculpta) zamieszkujący Nową Gwineę i północną Australię.

## Charakterystyka
W budowie wykazują cechy pośrednie pomiędzy żółwiakowatymi a innymi żółwiami skrytoszyjnymi:
- wykształcony pancerz
- rogowe listwy na szczękach
- na pancerzu zamiast rogowych tarcz gruba, miękka skóra
- mięsisty ryjek
- płetwiaste odnóża

Badania DNA wykazują duże pokrewieństwo żółwi miękkoskórkowatych i żółwi z rodziny żółwiakowatych (Trionychidae).

## Systematyka
- ? †Sinaspideretes wimani
- Podrodzina: †Anosteirinae
  - Rodzaj: †Anosteira
  - Rodzaj: †Kyzilkumemys
  - Rodzaj: †Pseudoanosteira
- Podrodzina: Carettochelyinae
  - Rodzaj: Carettochelys – jedynym przedstawicielem jest miękkoskórek dwupazurzasty (Carettochelys insculpta)
  - Rodzaj: †Allaeochelys